# Pangium edule
Il pangio (Pangium edule Reinw.) è una pianta della famiglia delle Achariaceae diffusa in Indonesia e Nuova Guinea. È l'unica specie nota del genere Pangium .

## Usi
I semi del Pangio sono un ingrediente molto apprezzato nella cucina Nonya ed Eurasiatica. Sono tossici se non trattati adeguatamente. La scorza esterna deve essere pulita strofinandola energicamente, si passa quindi all'ammollo per almeno 3 giorni, cambiando spesso l'acqua e buttandola alla fine. Il metodo più semplice per aprirli è usare un cacciavite a manico corto, un martello e pestare sul guscio, anche se la tradizione vuole l'uso della mannaia. Con una pinzetta si estrae la polpa che non deve essere dura, verde o di odore sgradevole; per essere usata deve essere soffice, nera o marrone scura e fragrante. I Peranakan sono soliti aprire i semi, svuotarli e quindi riempire di nuovo il guscio. I cuochi Eurasiatici li usano al naturale lasciando al commensale il compito di aprirli e gustarli con la pietanza stessa.